# Bondi (Australia)
Bondi è un sobborgo orientale della città di Sydney in Australia. Si trova a circa 7 chilometri a est del CBD di Sydney.

## Geografia fisica
Bondi è un'area residenziale di media e alta densità centrata su Bondi Road, dove si concentrano le principali attività commerciali. Il confinante sobborgo di Bondi Beach si trova a est di Bondi, mentre quello di Bondi Junction appena a ovest.